# Gornja Meka Gruda
Gornja Meka Gruda (cyr. Горња Мека Груда) – wieś w Bośni i Hercegowinie, w Republice Serbskiej, w gminie Bileća. W 2013 roku liczyła 15 mieszkańców.